# Władysław Stanilewicz
Władysław Stanilewicz (ur. 18 lipca 1923 w Błaszkach, zm. 13 stycznia 2011 w Łodzi) – generał broni, profesor farmacji na Uniwersytecie w Algierze.

## Życiorys
Władysław Stanilewicz urodził się w 1923 jako syn Tadeusza Stanilewicza (1890–1940) i jego żony, Teresy z domu Suwalskiej. Rodzina Stanilewiczów zajmowała się aptekarstwem i przybyła do Łodzi na początku lat 30. XX w. Ojciec Władysława Stanilewicza był żołnierzem armii carskiej, walcząc podczas I wojny światowej, a następnie żołnierzem polskim – walczył w wojnie polsko-ukraińskiej i polsko-bolszewickiej. Ukończył również studia na wydziale farmacji Uniwersytecie Jana Kazimierza we Lwowie. W 1932 kupili aptekę przy ul. Pomorskiej 91 w Łodzi, którą prowadzili do 1939, kiedy aptekę zajęli Niemcy, a Tadeusz Stanilewicz został ponownie zmobilizowany. Na froncie dostał się do niewoli rosyjskiej i zginął w Katyniu. Teresa Stanilewicz zmarła w 1943.
Podczas II wojny światowej Władysław Stanilewicz uczestniczył w kampanii wrześniowej. W październiku 1939 w gimnazjum Zgromadzenia Kupców przy ul. prez. G. Narutowicza 64 w Łodzi wraz z kolegami założył organizację „Wyzwolenie”, która podporządkowała się w grudniu 1939 Narodowej Organizacji Wojskowej, w ramach której latem 1940, po wyjeździe pierwszego komendanta grupy – Leonarda Szaciły, Stanilewicz przejął dowodzenie, zostając komendantem w wieku 17 lat. Komórka zajmowała się gromadzeniem uzbrojenia oraz wyrobem granatów. Podczas wojny Stanilewicz został wywieziony do Niemiec, z których powrócił zostając pierwszym zastępcą Komendanta Głównego Polskiej Organizacji Wojskowo-Niepodległościowej „Pogoń”, generała broni Mieczysława Wariwody.
Po zakończeniu wojny studiował na wydziale farmacji Akademii Medycznej w Łodzi oraz odzyskał rodzinną aptekę przy ul. Pomorskiej 91, w której wytwarzał szedyt. Władysław Stanilewicz, wraz z rodzeństwem Anną Stanilewicz i Andrzejem Stanilewiczem oraz Zbigniewem Suwalskim i Stanisławem Lamprechtem, zorganizował akcję „Naczelnik”, w ramach której grupa 11 lutego 1946 o godzinie 22:15 wysadziła wykorzystując szedyt pomnik Wdzięczności Armii Czerwonej znajdujący się w parku im. księcia Józefa Poniatowskiego w Łodzi. 5 grudnia 1950 Władysław Stanilewicz został aresztowany, a następnie skazany na 15 lat więzienia. Więzienie opuścił po 5 latach. W 1971 przeprowadził się do Francji, a w 1976 dołączyła do niego żona – Krystyna oraz synowie – Olgierd i Witold. Na emigracji Stanilewicz pracował jako profesor farmacji w Uniwersytecie w Algierze. Rodzina powróciła do Polski na przełomie lat 80. i 90. XX w. Stanilewicz był honorowym prezesem Związku Żołnierzy Podziemnych Sił Zbrojnych oraz redaktorem naczelnym i publicystą kwartalnika „Weteran”.
Władysław Stanilewicz zmarł w Wojewódzkim Specjalistycznym Szpitalu im. dr. Władysława Biegańskiego w Łodzi. Został pochowany 21 stycznia 2011 na cmentarzu Doły w Łodzi. Niedługo przed śmiercią został mianowany generałem broni.

## Odznaczenia
- Krzyż Narodowego Czynu Zbrojnego[11],
- Krzyż Partyzancki[12],
- Odznaki „Za Zasługi dla Miasta Łodzi”[13].